# ادیسه لاپلند
ادیسه لاپلند (انگلیسی: Lapland Odyssey، فنلاندی: Napapiirin sankarit) یک فیلم کمدی فنلاندی محصول سال ۲۰۱۰ به کارگردانی دمه کاروکسکی است. یوسی واتانن، یاسپر پکونن، تیمو لاویکائینن، پاملا تولا، کاری کتونن و میا نوتیلا در این فیلم بازی می‌کنند. این فیلم برای اولین بار در سال ۲۰۱۰ جشنواره بین المللی فیلم تورنتو نمایش داده شد.